# Margherita Sarfatti
Margherita Sarfatti, née Margherita Grassini à Venise le 8 avril 1880 et morte à Cavallasca le 30 octobre 1961, est une femme de lettres, une journaliste et une critique d'art italienne. Elle est, de la Première Guerre mondiale au début des années 1930, la maîtresse et l'égérie de Benito Mussolini et l'un des fondateurs historiques du parti fasciste italien. Elle est à l'origine du mouvement artistique Novecento.

## Biographie

### Origines et mariage
Margherita Grassini naît dans une riche famille de la bourgeoisie vénitienne juive.
Son père, Amedeo Grassini, était une personnalité très marquante : avocat et ami du patriarche de Venise Giuseppe Sarto (futur Pie X), il mena, avec Giuseppe Musatti, une florissante carrière entrepreneuriale : fondateur de la première compagnie de vaporetto à Venise (ville dont il fut un conseiller municipal), a également formé un groupe financier pour amorcer la transformation du Lido en station touristique. Le prestige des Grassini s'accroît encore lorsqu'ils quittent le ghetto pour s'installer dans l'historique Palazzo Bembo, sur le Grand Canal (1894). La mère s'appelait Emma Levi, cousine de Giuseppe Levi, père de l'écrivain Natalia Ginzburg.
Son grand-père est l'un des héros du Risorgimento. Nourrie d’idéaux patriotes, elle reçoit une éducation de haut niveau, se découvre très tôt des convictions socialistes et épouse à 18 ans Cesare Sarfatti, un avocat de 32 ans, lui même juif. Le couple s’installe en 1902 à Milan et se lie aux dirigeants du Parti socialiste italien, Filippo Turati et Anna Kuliscioff, dont le salon attire l’intelligentsia milanaise.

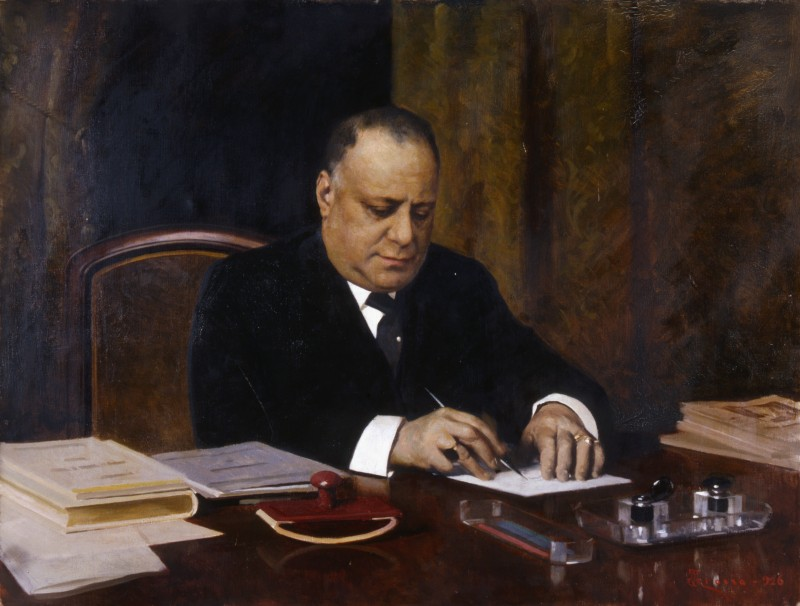
Cesare Sarfatti en 1926.

Cesare Sarfatti devient conseiller du parti et un avocat en vue – il défend Filippo Tommaso Marinetti accusé de pornographie, pour son roman Mafarka le futuriste. Le couple a trois enfants, Roberto né en 1900, Amedeo né en 1902 et Fiammetta née en 1909.

### Femme de lettres
Margherita Sarfatti collabore un temps à la revue La difesa delle lavoratrici, fondée par Anna Kuliscioff, elle y devient l'amie de la poétesse Ada Negri, mais vite les dissensions éclatent entre la jeune bourgeoise fortunée et la militante féministe et médecin, Margherita organise des crèches et des dispensaires et dans les quartiers ouvriers tandis qu'Ada donne des cours d'alphabétisation.[réf. nécessaire] Margherita ouvre bientôt son salon, fréquenté par les écrivains et artistes d'avant-garde - en particulier les futuristes Carlo Carrà, Umberto Boccioni, Mario Sironi - ainsi que des journalistes, hommes politiques et diplomates étrangers. Cesare Sarfatti, resté proche de la communauté juive, prend la direction du groupe sioniste milanais.
Margherita Sarfatti s’affirme bientôt comme critique d’art, collabore à Avanti ! le journal du Parti socialiste où elle tient une rubrique à partir de 1909.

### Rencontre avec Benito Mussolini
Les Sarfatti font la connaissance de Benito Mussolini en 1912. 
À la veille de la Première Guerre mondiale, alors que le Parti socialiste italien, suivant les résolutions de l’Internationale socialiste, prône la neutralité, Mussolini aussi. C'est Margherita qui le convainc d'être interventionniste et appelle à l’entrée en guerre aux côtés de la France.

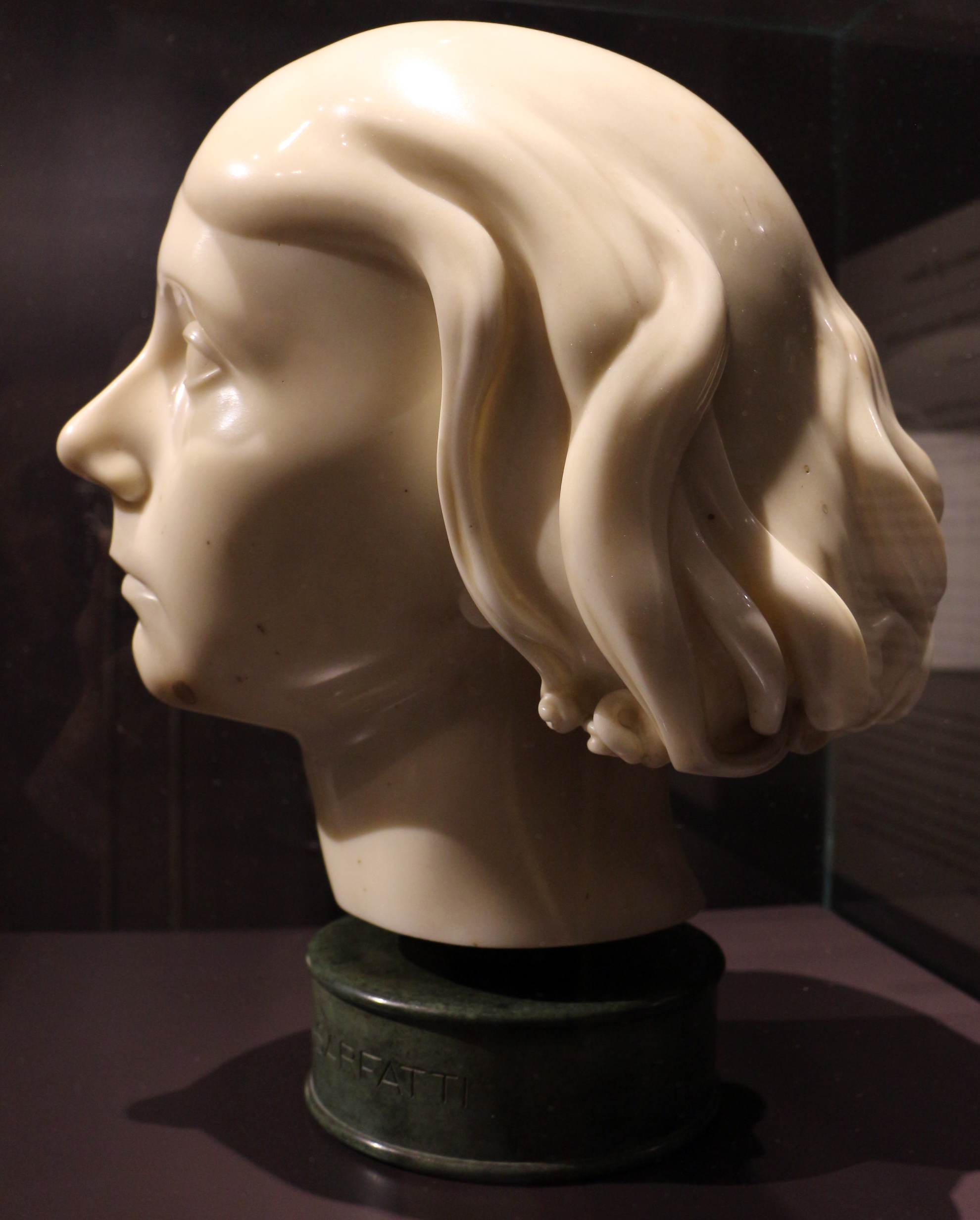
Margherita Sarfatti par Adolfo Wildt, 1930.

Mussolini est exclu du Parti, il fonde son propre journal, Il Popolo d'Italia.  Margherita, devenue  sa conseillère, l’aide à financer le journal par ses fonds propres et ses relations. Son salon devient le lieu de ralliement de l’interventionnisme. Son fils Roberto s’enrôle dans les chasseurs alpins italiens et meurt au combat sur l'Altopiano di Asiago, à l’âge de 17 ans.

### Maîtresse et égérie politique
Après l’armistice, la relation entre Mussolini et Margherita Sarfatti se mue en passion amoureuse. Désormais par sa fortune, ses écrits, ses réseaux, son sens politique, elle va se faire la propagandiste du fascisme. Justifiant les violences des milices, invectivant ses amis d’hier, proclamant sa haine des démocraties, elle va soutenir l’ascension du Duce jusqu’à la marche sur Rome et l’instauration du nouveau régime. Rédactrice de Gerarchia, la revue théorique du fascisme, fondée par Mussolini, elle en trace les principes et les objectifs. 
L’avènement du fascisme offre à la conseillère un pouvoir d’influence dont le zénith se situe à la fin des années 1920. C’est auprès d’elle que les journalistes étrangers doivent demander une entrevue avec le Duce, c’est elle qui fait à Mussolini le compte-rendu de la presse étrangère, elle encore qu’on sollicite pour des faveurs et passe-droits. Se faisant le chantre de la révolution culturelle fasciste, elle proclame que le temps est venu du « retour à l’ordre », d’une nouvelle figuration puisant aux sources du classicisme.

#### Militantisme artistique

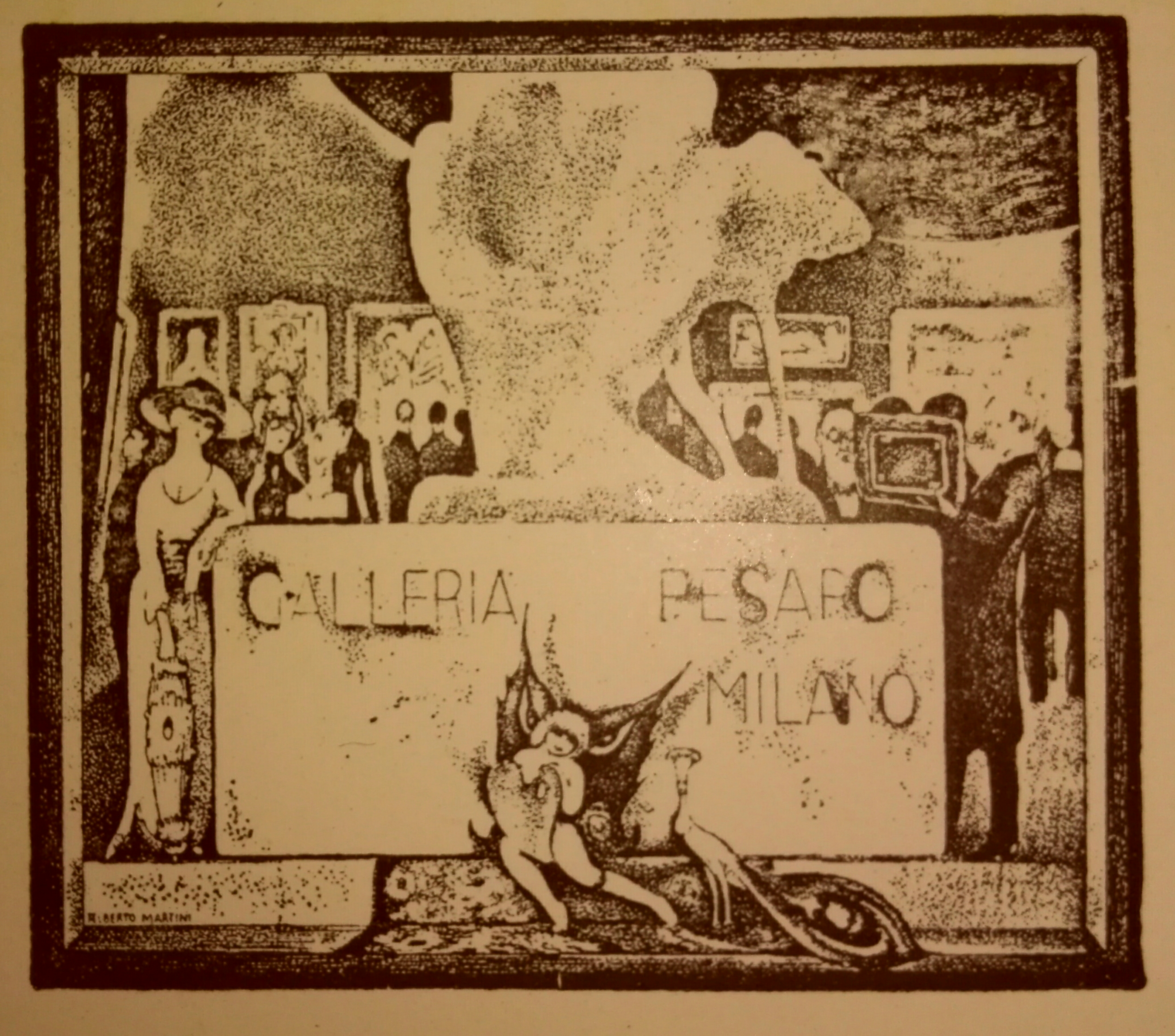
Galleria Pesaro - Milano par A. Martini, catalogue de l'exposition Sartorio, 1929.

Elle rassemble en 1922, des artistes comme Anselmo Bucci, Leonardo Dudreville, Achille Funi, Gian Emilio Malerba, Pietro Marussig, Ubaldo Oppi, Adolfo Wildt, et Mario Sironi en un mouvement qu’elle appelle Novecento, dont elle organise à la galerie Pesaro à Milan la première exposition, inaugurée par Mussolini en 1923. En 1925, Paris offre à Margherita Sarfatti le titre de vice-présidente du jury international à l’exposition des Arts décoratifs -  elle est aussi Commissaire pour le pavillon italien - et la décore de la légion d’honneur.
L’année suivante, elle organise un rassemblement plus large d’artistes (plus de 200) rebaptisé Novecento italiano, qu’elle expose à la triennale de Milan, puis lors de tournées en Europe du Nord et en Amérique du sud, dans l’intention d’accréditer l’avènement d’un « style fasciste ».

#### Action internationale en faveur du fascisme
Elle accède à la célébrité internationale avec Dux, son hagiographie de Mussolini, publiée en 1925 d’abord à Londres (en Italie dès 1926) vendu en 25 000 exemplaires dès la première année puis à des millions d’exemplaires et traduit en 17 langues. Elle y bâtit le mythe du Duce, nouvel Auguste étendant son empire au-delà de la mer Méditerranée et offrant au peuple une nouvelle ère de prospérité, la « troisième Rome ». À la suite de la publication de l’ouvrage aux États-Unis, le patron de presse américain William Randolph Hearst offre à Mussolini des contrats faramineux pour des articles qui le présentent sous le meilleur jour et plaident en faveur du réarmement de l’Italie en vue de son extension coloniale. Le contrat est double, il prévoit qu’ils soient écrits par Margherita Sarfatti et signés par le dictateur, et sera reconduit jusqu’en 1934.

### Exil
Elle s'exile à Paris, puis en Amérique latine lorsque le fascisme italien devient antisémite.
Sa sœur, Nella Grassini Errera, restée en Italie, fut déportée à Auschwitz avec son mari. Elle y est morte.
Elle s'installe en septembre 1939 en Uruguay où s’est réfugié son fils Amedeo.

### Après-guerre et retour en Italie
Margherita Sarfatti rentre en 1947 en Italie, où elle tente de se refaire une place dans le monde des arts.
Elle partage son temps entre Rome, où elle réside à l'hôtel Ambasciatori, un palace de la via Veneto, et les étés dans sa maison de campagne à Cavallasca, dans la province de Côme. Elle y écrit Aqua passata, des mémoires « mondains » où, ni le fascisme, ni Mussolini, ne sont évoqués. Elle meurt le 30 octobre 1961 à Cavallasca.

## Œuvres
- Dux, Mondadori (1926)[8]
- Segni, colori e luci, note d'arte, Bologne, N. Zanichelli, Bologne 1925
- Storia della pittura moderna, P. Cremonese (1930)
- l'America ricerca della felicità, Milan, Mondadori, 1937.
- Acqua passata, Cappelli (1955)